# Треказе
Трека̀зе (на италиански: Trecase, може да се намира и неправилната форма Trecase al Vesuvio, Треказе ал Везувио, на неаполитански: Treccas', Треказъ) е град и община в Южна Италия, провинция Неапол, регион Кампания. Разположен е на 99 m надморска височина. Населението на общината е 9311 души (към 2010 г.).
В общинската територия се намира част от вулкан Везувий.